# Région de Taoudénit
 (mars 2012).
La région de Taoudénit est la neuvième région administrative malienne, située au nord du pays. Créée en 2016, après l'accord d'Alger, son territoire faisait autrefois partie du cercle de Tombouctou, dans la région de Tombouctou. Sa capitale Taoudeni est une localité du nord du Mali située à peu près à 750 km au nord de Tombouctou et dans la partie sud du désert algéro-malien du Tanezrouft, qui est la partie méridionale du Sahara.
En 2016, la région est aux mains du MAA et d'AQMI et échappe totalement au contrôle du gouvernement malien.

## Administration

Région de Taoudénit dans le pays entre 2016 et 2023.

La région de Taoudénit, 9e région administrative du Mali, est créée par la loi 2012-18 du 2 mars 2012, portant création des cercles et arrondissements. En raison de la guerre du Mali, la création effective de la région est cependant repoussée en 2016.
La région est composée de six cercles : 
- Taoudénit
- Achouratt
- Araouane
- Al-Ourche
- Boû-Djébéha
- Foum-Elba

Elle compte trente arrondissements.
Sa superficie est de plus de 323 326 km2 (environ 25 % du territoire national) pour une population totale estimée en 2009 (source RGPH) à 18 160 habitants soit une densité estimée à moins d'un habitant au kilomètre carré.
Une autre réforme régionale est mise en place en 2023 et permet à la région de Tombouctou de reprendre une part considérable de son territoire perdu sept ans plus tôt au profit de Taoudénit. La région trouve alors sa forme actuelle triangulaire.

## Géographie

### Situation
La région s'étend dans le Nord du pays, elle est frontalière de l'Algérie à l'est et de la Mauritanie au nord-ouest.
| Adrar      | Tiris Zemmour | Bordj Badji Mokhtar |
| Tombouctou | Taoudénit     | Bordj Badji Mokhtar |
|            | Tombouctou    | Kidal               |

### Capitale
Taoudeni, capitale de la région, n'est pas une ville à proprement parler, et actuellement ne subsistent que les ruines de l'ancien bagne abandonné il y a quelques années. Pendant longtemps cette zone était interdite. Elle est mentionnée la première fois par Es Saâdi dans son Histoire du Soudan (Tarikh es-Soudan) : il rapporte que, lorsqu'en 1586, une armée chérifienne s'empara des mines de sel de Teghazza (à 150 km au nord-ouest de Taoudenni), certains des mineurs prirent la fuite vers Taoudani. Bien plus tard, en 1906, un officier français, Édouard Cortier, parvint à rallier Taoudeni avec un escadron de méharistes : il publie la première description des mines. À l'époque, le seul édifice en pierre était le ksar de Smida, dont les remparts ne comportaient qu'une seule porte, sur le côté ouest. Les ruines du ksar se trouvent à 600 m au nord de la prison.

### Climat
La région se trouve dans la moitié méridionale du Tanezrouft, au cœur du Sahara, une des régions les plus torrides de la planète, à des centaines de kilomètres du village le plus proche. Exposé à un ensoleillement complet tout au long de l'année, elle est soumise à une version extrême du climat désertique (BWh suivant la classification de Köppen) : c'est un climat torride, et des plus arides. Les températures maximales mensuelles dépassent 40 °C d'avril à septembre, avec un pic de 48 °C en juillet, ce qui constitue un record pour cette altitude. Les hivers sont même chauds au regard du reste de la Terre : la moyenne des températures maximales approche de 27 °C pour le mois le plus frais. La température diurne moyenne est d'environ 29 °C. Les précipitations moyennes annuelles sont comprises entre 10 et 20 mm, l'essentiel des pluies survenant entre juillet et octobre. En moyenne, la région de Taoudenit enregistre 3 700 heures de soleil annuellement, avec 84 % de plein soleil en période diurne.